# GATA5
GATA5‏ (GATA binding protein 5) هوَ بروتين يُشَفر بواسطة جين GATA5 في الإنسان.